# Conopophila whitei
Conopophila whitei é uma espécie de ave da família Meliphagidae.
É endémica da Austrália.